# 1998년 뉴욕 영화 비평가 협회상
제64회 뉴욕 영화 비평가 협회상은 1999년 1월 10일에 열린 시상식이다.

## 수상 및 후보

### 작품상
- 라이언 일병 구하기

### 감독상
- 씬 레드 라인 - 테렌스 맬릭 수상

### 각본상
- 셰익스피어 인 러브 - 마크 노먼 수상
- 셰익스피어 인 러브 - 톰 스톱파드 수상

### 여우주연상
- 메리에겐 뭔가 특별한 것이 있다 - 카메론 디아즈 수상

### 남우주연상
- 어플릭션 - 닉 놀테 수상

### 여우조연상
- 섹스의 반대말 - 리사 쿠드로 수상

### 남우조연상
- 맥스군 사랑에 빠지다 - 빌 머레이 수상

### 촬영상
- 씬 레드 라인 - 존 톨 수상

### 다큐멘터리상
- 앙골라 교도소 - 조나단 스택 외 1명 수상

### 외국영화상
- 셀레브레이션

### 특별상
- 악의 손길 - Rick Schmidlin 수상